# Dušan Kožíšek
Dušan Kožíšek (Jilemnice, 25 aprile 1983) è un ex fondista ceco.

## Biografia
In Coppa del Mondo ha esordito il 21 gennaio 2006 a Oberhof (13º) e ha ottenuto l'unico podio il 15 gennaio 2011 a Liberec (3º).
In carriera ha preso parte a tre edizioni dei Giochi olimpici invernali, Torino 2006 (22º nella sprint, 10º nella sprint a squadre, 9º nella staffetta), Vancouver 2010 (35º nella sprint, 6º nella sprint a squadre) e Soči 2014 (41º nella sprint, 8º nella staffetta), e a sei dei Campionati mondiali, vincendo due medaglie.

## Palmarès

### Mondiali
- 2 medaglie:
  - 2 bronzi (sprint a squadre a Oberstdorf 2005; sprint a squadre a Sapporo 2007)

### Coppa del Mondo
- Miglior piazzamento in classifica generale: 58º nel 2008
- 1 podio (individuale):
  - 1 terzo posto